# 2020년 AFC U-16 축구 선수권 대회
2020년 AFC U-16 축구 선수권 대회는 바레인에서 개최될 예정이었던 19번째 AFC U-16 축구 선수권 대회이다.
원래는 2020년 9월 16일부터 10월 3일까지 열릴 예정이었으나 코로나19 범유행의 여파로 인하여 2021년 초반으로 연기되었다. 그러나 아시아 축구 연맹(AFC)은 2021년 1월 25일에 공개된 공식 성명을 통해 코로나19 범유행의 여파를 고려하여 2021년에 바레인에서 열릴 예정이었던 2020년 AFC U-16 축구 선수권 대회을 취소하는 한편 바레인에 2023년 AFC U-17 아시안컵 개최권을 준다고 결정했다.
이 대회에서 준결승전에 진출한 4개 팀은 페루에서 열릴 예정이었던 2021년 FIFA U-17 월드컵에서 아시아 대표로 참가할 자격을 획득할 계획이었으나 취소되었다.

## 사용될 예정이었던 경기장
- 리파 - 바레인 국립경기장
- 이사타운 - 칼리파 스포츠 시티 스타디움
- 무하라크 - 알무하라크 스타디움

## 예선
바레인은 원래 개최국 자격으로 자동 출전할 예정이었다. 나머지 15개국은 예선을 통해 본선 진출 자격을 획득했으나 대회가 취소되면서 참가가 무산되었다.
- 바레인 (개최국)
- 타지키스탄 (A조 1위)
- 인도 (B조 1위)
- 이란 (C조 1위)
- 사우디아라비아 (D조 1위)
- 카타르 (E조 1위)
- 아랍에미리트 (F조 1위)
- 중화인민공화국 (G조 1위)
- 오스트레일리아 (H조 1위)
- 조선민주주의인민공화국 (I조 1위)
- 일본 (J조 1위)
- 대한민국 (K조 1위)
- 예멘 (각 조 2위 팀 가운데 1위 팀)
- 인도네시아 (각 조 2위 팀 가운데 2위 팀)
- 우즈베키스탄 (각 조 2위 팀 가운데 3위 팀)
- 오만 (각 조 2위 팀 가운데 4위 팀)

## 시드 배정
2020년 AFC U-16 축구 선수권 대회 본선 조 추첨은 2020년 6월 18일에 말레이시아 쿠알라룸푸르에서 진행되었다. 대회에 참가할 예정이었던 팀들은 2018년 AFC U-16 축구 선수권 대회 본선과 예선 성적을 기준으로 하여 시드를 배정받았다. 개최국으로 내정되었던 바레인은 자동으로 A1에 배정되었다.
| 1포트                                                | 2포트                                                             | 3포트                                     | 4포트                                                       |
| ---------------------------------------------------- | ----------------------------------------------------------------- | ----------------------------------------- | ----------------------------------------------------------- |
| 1. 바레인 (개최국) 2. 일본 3. 타지키스탄 4. 대한민국 | 1. 오스트레일리아 2. 조선민주주의인민공화국 3. 인도네시아 4. 오만 | 1. 인도 2. 이란 3. 예멘 4. 사우디아라비아 | 1. 중화인민공화국 2. 우즈베키스탄 3. 카타르 4. 아랍에미리트 |

| A조                                             | B조                               | C조                                             | D조                                                 |
| ----------------------------------------------- | --------------------------------- | ----------------------------------------------- | --------------------------------------------------- |
| 바레인 · 조선민주주의인민공화국 · 이란 · 카타르 | 타지키스탄 오만 예멘 아랍에미리트 | 대한민국 · 오스트레일리아 · 인도 · 우즈베키스탄 | 일본 · 인도네시아 · 사우디아라비아 · 중화인민공화국 |